# Lamentacije
Lamentacije (latinski: Tenebrae) su vjerski obred zapadnog kršćanstva koja se održava tokom vazmenog trodnevlja. Karakteristične su po strepitusu, glasnome zvuku na kraju obreda koji predstavlja potres na Kalvariji poslije smrti Isusa.
U crkvi, na lectio stranu oltara, postavlja se svijećnjak s 15 svijeća te se pale svijeće na oltaru. Tijekom obreda, svijeće se gase jedna po jedna nakon svakog psalma. Posljednja, najviša svijeća koja ostaje zapaljena, simbolizira Krista. Oltarne svijeće se gase za vrijeme Zaharijinog hvalospjeva (lat. Benedictus). Tijekom antifone nakon hvalospjeva, posljednja svijeća iz trokuta se skida i odnosi iza oltara. U crkvi nastaje tama, odakle potiče latinski naziv obreda. Obred se završava naglo, bez uobičajenog završnog blagoslova i u tišini, bez himna.